# Luchthaven Achmad Yani
Het internationale vliegveld Achmad Yani (IATA: SRG, ICAO: WARS) bedient de hoofdstad van het Indonesische provincie Midden-Java, Semarang. Het vliegveld is omgedoopt tot een internationale luchthaven met de eerste internationale vlucht van Garuda Indonesia naar Singapore in maart 2004.

## Belangrijke gegevens
- Achmad Yani beschikt over een enkele startbaan van 2.680 x 45 m.
- Het aantal passagiers per dag staat gemiddeld op 1.600 to 2.000 (2006)

## Luchtvaartmaatschappijen
- AirAsia – Kuala Lumpur
- Aviastar – Bandar Lampung
- Batik Air – Jakarta
- Citilink – Jakarta
- Garuda Indonesia – Denpasar, Jakarta
- Garuda Indonesia Explore-jet – Surabaya
- Indonesia AirAsia – Singapore
- Kal Star Aviation – Bandung, Ketapang, Pangkalanbun, Pontianak, Sampit
- Lion Air – Balikpapan, Banjarmasin, Batam, Jakarta
- Nam Air – Jakarta
- SilkAir – Singapore
- Sriwijaya Air – Jakarta, Surabaya
- Susi Air – Karimunjawa
- Trigana Air Service – Pangkalanbun
- Wings Air – Bandung, Denpasar, Surabaya

## Toekomstplannen
De provinciale overheid van Midden-Java heeft geld beschikbaar gesteld voor de ontwikkeling van de luchthaven in 2004. Het project is gestart in 2005 en zal afgerond worden in 2008. Na de voltooiing zal Achmad Yani over diverse voorzieningen kunnen beschikken.

### Langere start- en landingsbaan
De baan is verlengd tot 2.680 m zodat Boeing 767 en Airbus A320 makkelijk kunnen landen en opstijgen. De gouverneur heeft de baan officieel geopend op 3 juli 2008.

### Grotere en nieuwe vertrek- en aankomsthal
De luchthaven zal een nieuwe terminal aan de noordkant van het oude gebouw aanleggen. De 21.500 vierkante meter grote vertrek- en aankomsthal zal in staat zijn om 2 grote en 8 kleinere straalvliegtuigen af te handelen.